# El primer dol
El primer dol (en francès: Premier Deuil), és una pintura de l'academicista francès William-Adolphe Bouguereau; es tracta d'un oli sobre tela, fa 203 per 252 cm, va ser realitzat el 1888, i es troba al Museo Nacional de Bellas Artes de Buenos Aires.

## Descripció
L'obra descriu la que segons la història bíblica seria la primera mort humana: el moment en què Adam i Eva han descobert el cadàver del seu fill Abel, assassinat per Caín.
William-Adolphe Bouguereau havia patit recentment la pèrdua del seu segon fill quan va pintar aquesta obra, Un dels usos històrics d'aquesta obra és la seva inclusió en el Fotodrama de la Creació, pel·lícula pionera del cinema parlat produïda per Charles Taze Russell.